# Stanley Park (Liverpool)

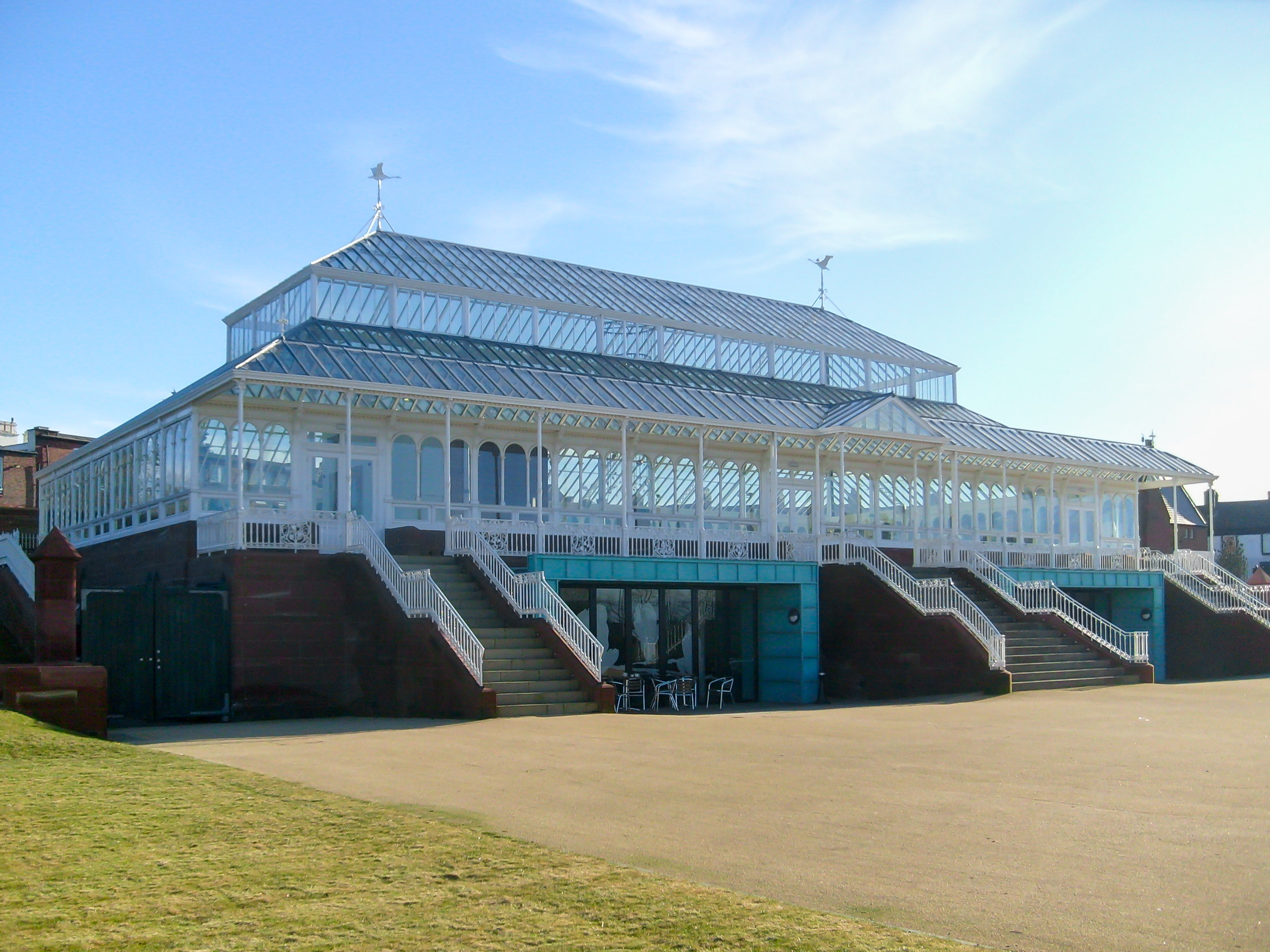
Isla Gladstone Conservatory.

El Stanley Park es un parque de 45 hectáreas (aproximadamente 111.19 acres) ubicado en la ciudad de Liverpool, Inglaterra (Reino Unido). Fue diseñado por Edward Kemp y se inauguró el 14 de mayo de 1870 por el alcalde de Liverpool, José Hubback. Es un parque muy representativo de Liverpool, debido a su diseño y arquitectura. Cuenta con un conservatorio botánico, el 1899 Gladstone Conservatory (recientemente restaurado y renombrado como Isla Gladstone Conservatory). Originalmente, entre un 50 y un 60% del terreno consistiría en tener áreas cubiertas de césped, adecuado para el deporte, mientras que el resto se distribuiría entre jardines y lagos. Kemp había diseñado una pista de equitación («Rotten Row»), aunque no tuvo éxito, y fue remodelado como uns bicisenda alrededor de 1907. El parque cuenta con una Iglesia Evangélica, llamada Iglesia de Stanley Park y tiene más de 100 años de edad.
Stanley Park es conocido por separar los dos clubes de la ciudad: el Everton Football Club y el Liverpool Football Club, que juntos disputan el Derbi de Merseyside. Inclusive, en el parque el Everton disputó algunos partidos antes de pasar a jugar en Anfield Road. Un sector de Stanley Park iba a ser utilizado para la construcción del Stanley Park Stadium, el nuevo estadio del Liverpool, con la misma ubicación donde había jugado el Everton, aunque luego el proyecto fue abandonado en 2012.
Al igual que el Stanley Park de Vancouver en Canadá, el parque lleva el nombre de Lord Stanley de Preston.